# Grundarfjarðarbær
Grundarfjarðarbær is een gemeente in het westen van IJsland in de regio Vesturland. Het heeft 954 inwoners (in 2006), waarvan er 875 wonen in het plaatsje Grundarfjörður aan de noordkust van het schiereiland Snæfellsnes. De vroegere naam van de gemeente was Eyrarsveit.
Akraneskaupstaður · Hvalfjarðarsveit · Skorradalshreppur · Borgarbyggð · Grundarfjarðarbær · Helgafellssveit · Stykkishólmsbær · Eyja- og Miklaholtshreppur · Snæfellsbær · Dalabyggð